# Monsieur Lazhar
Monsieur Lazhar (bra: O Que Traz Boas Novas; prt: Professor Lazhar) é um filme canadense de 2011, do gênero comédia dramática, dirigido e escrito por Philippe Falardeau.
Foi indicado ao Oscar de melhor filme estrangeiro na edição de 2012, representando o Canadá.

## Elenco
- Mohamed Saïd Fellag como Bachir Lazhar
- Sophie Nélisse como Alice
- Émilien Néron como Simon Baba Abu Bateichk
- Danielle Proulx como Sra. Vaillancourt
- Brigitte Poupart como Claire Lajoie
- Jules Philip como Gaston
- Daniel Gadouas como Sr. Gilbert Danis
- Louis Champagne como Concierge
- Seddik Benslimane como Abdelmalek
- Marie-Ève Beauregard como Marie-Frédérique